# Fat Pipe
Nell'ambito delle telecomunicazioni il termine Fat Pipe (dall'inglese tubo grasso, largo) viene utilizzato, colloquialmente, per indicare circuiti o reti in grado di gestire grandi volumi di dati.
Il termine deriva dalla fisica e dal concetto che un tubo di grande diametro può portare un volume di materiale per unità di tempo maggiore rispetto ad uno di dimensione più piccola.
Non essendoci una regola standard sull'applicazione del termine la definizione di quando una rete è di tipo Fat Pipe dipende esclusivamente dalle dimensioni delle reti oggetto del contendere ed è completamente soggettiva.
Una connessione di rete DSL può essere considerata una Fat Pipe rispetto ad una connessione Dial-up con modem analogico (rapporto di dimensione del bitrate megabit contro kilobit). Per utenti di linee T1 una rete OC-12 potrebbe essere la Fat Pipe di riferimento. Utenti con reti di maggiore capacità, in termine di velocità di trasmissione dati, potrebbero valutare l'applicazione del termine nel caso di reti tipo OC-768 (~40 Gbit/s).
Il termine è un marchio registrato negli Stati Uniti da "Ragula Systems Development Company".